# Воронцово (Гагински район)
Воронцово (на руски: Воронцево) е село в Гагински район, Нижегородска област, Русия. Населението му през 2010 година е 63 души.

## География

### Разположение
Воронцово е разположено в централната част на Европейска Русия, на брега на река Пяна.

### Климат
Климатът във Воронцово е умереноконтинентален (Dfb по Кьопен) с горещо и сравнително влажно лято и дълга студена зима.